# سعادت كيراي الأول
سعادت كيراي الأول (بالتركية: I. Saadet Giray)‏ أو سعادت كيراي خان (ولادة: 1494م- وفاة: 1538م، إسطنبول) خان القرم لمدة ثماني سنوات بين عامي 1524م و1532م. توفي ودُفن باسطنبول.

## سيرته

### قرابته
سعادت كيراي الأول هو ابن منكلي كيراي الأول (بالتركية: I. Mengli Giray)‏ وشقيق محمد كيراي الأول، وهو أيضًا صهر السلطان العثماني سليم الأول. من المحتمل أنه ولد في عام 1494م.
عقب وفاة شقيقه محمد كيراي الأول (بالتركية: Mehmet Giray)‏، تولّى عرش القرم ابن أخيه غازي كيراي الأول (بالتركية: I.Gazi Giray)‏، وذلك لأن والده منكلي كيراي الأول كان قد عيِّنه وليّاً للعهد (كَلْغاي) (kalgay)، وبالتالي صعد إلى عرش القرم. إلا أن تولّيه الحكم لم يقبله السلطان سليمان القانوني بسبب الشائعات التي أشارت إلى دعم غازي كيراي الأول لوفاة أبيه محمد كيراي. وبدلًا من ذلك، تم تنصيب سعادت كيراي، ابن منكلي كيراي الأول وعمّ غازي كيراي الأول، حاكمًا على خانية القرم.
وكان ميميش بك (بالتركية: Memiş Bey)‏، أحد زعماء قبيلة نُوغاي شيرين (بالتركية: Nogay Şirin)‏، قد دعم هذا القرار الذي اتخذه السلطان سليمان القانوني. وبعد مرور ثلاثة أشهر على تولّيه الحكم، أمر سعادت كيراي الأول بإعدام ابني أخيه غازي كيراي وبابا كيراي أبناء محمد كيراي الأول، كما عيّن دولت كيراي ابن أخيه الآخر خان زاده مُبارك كيراي (بالتركية: Hanzade Mübârek Giray)‏ وليًّا للعهد (كَلْغاي).
|  |  |            |            |            |            |            |            |  |  |                  |                  |                  |                  |                  |                  |  |  |                   |                   |                   |                   |                   |                   | منكلي كيراي الأول |                   |                   |                   |                   |                   |  |  |  |  |  |  |  |  |  |  |             |             |             |             |             |             |  |  |  |  |  |  |  |  |  |  |  |  |  |  |  |  |  |  |
|  |  |            |            |            |            |            |            |  |  |                  |                  |                  |                  |                  |                  |  |  |                   |                   |                   |                   |                   |                   |                   |                   |                   |                   |                   |                   |  |  |  |  |  |  |  |  |  |  |             |             |             |             |             |             |  |  |  |  |  |  |  |  |  |  |  |  |  |  |  |  |  |  |
|  |  |            |            |            |            |            |            |  |  |                  |                  |                  |                  |                  |                  |  |  |                   |                   |                   |                   |                   |                   |                   |                   |                   |                   |                   |                   |  |  |  |  |  |  |  |  |  |  |             |             |             |             |             |             |  |  |  |  |  |  |  |  |  |  |  |  |  |  |  |  |  |  |
|  |  |            |            |            |            |            |            |  |  | محمد كيراي الأول | محمد كيراي الأول | محمد كيراي الأول | محمد كيراي الأول | محمد كيراي الأول | محمد كيراي الأول |  |  |                   |                   |                   |                   |                   |                   | سعادت كيراي الأول | سعادت كيراي الأول | سعادت كيراي الأول | سعادت كيراي الأول | سعادت كيراي الأول | سعادت كيراي الأول |  |  |  |  |  |  |  |  |  |  | مبارك كيراي | مبارك كيراي | مبارك كيراي | مبارك كيراي | مبارك كيراي | مبارك كيراي |  |  |  |  |  |  |  |  |  |  |  |  |  |  |  |  |  |  |
|  |  |            |            |            |            |            |            |  |  | محمد كيراي الأول | محمد كيراي الأول | محمد كيراي الأول | محمد كيراي الأول | محمد كيراي الأول | محمد كيراي الأول |  |  |                   |                   |                   |                   |                   |                   | سعادت كيراي الأول | سعادت كيراي الأول | سعادت كيراي الأول | سعادت كيراي الأول | سعادت كيراي الأول | سعادت كيراي الأول |  |  |  |  |  |  |  |  |  |  | مبارك كيراي | مبارك كيراي | مبارك كيراي | مبارك كيراي | مبارك كيراي | مبارك كيراي |  |  |  |  |  |  |  |  |  |  |  |  |  |  |  |  |  |  |
|  |  |            |            |            |            |            |            |  |  |                  |                  |                  |                  |                  |                  |  |  |                   |                   |                   |                   |                   |                   |                   |                   |                   |                   |                   |                   |  |  |  |  |  |  |  |  |  |  |             |             |             |             |             |             |  |  |  |  |  |  |  |  |  |  |  |  |  |  |  |  |  |  |
|  |  | بابا كيراي | بابا كيراي | بابا كيراي | بابا كيراي | بابا كيراي | بابا كيراي |  |  | غازي كيراي الأول | غازي كيراي الأول | غازي كيراي الأول | غازي كيراي الأول | غازي كيراي الأول | غازي كيراي الأول |  |  | إسلام كيراي الأول | إسلام كيراي الأول | إسلام كيراي الأول | إسلام كيراي الأول | إسلام كيراي الأول | إسلام كيراي الأول |                   |                   |                   |                   |                   |                   |  |  |  |  |  |  |  |  |  |  | دولت كيراي  | دولت كيراي  | دولت كيراي  | دولت كيراي  | دولت كيراي  | دولت كيراي  |  |  |  |  |  |  |  |  |  |  |  |  |  |  |  |  |  |  |

### سياسته معدوقية موسكو الكبرى
كان أول إجراء مهم في السياسة الخارجية هو إرسال رسالة إلى القيصر فاسيلي إيفانوفيتش الثالث حاكم دوقية موسكو الكبرى، يعرض فيها اتفاقية تحالف بين خانية القرم ودوقية موسكو الكبرى.
لقد استخدم والدك والدي كحصن واقٍ، وكان والدي يقطع رؤوس أعدائنا والسيف بيده. ولهذا السبب يجب أن نكون صديقين وحليفين. إن لدي جيشًا قويًا جدًا، وحسين خان حاكم أستراخان هو صديقي الذي سيدافع عني، وخان قازان هو أخي. النُوغايون، والشركس، وقبائل تومَايْ يطيعون قوانيني، والأفلاق هم حرّاسي ومرشديّ. دعنا ننسَ الماضي، ولا نترك الليتوانيين يعيشون في سلام.
وفي نفس الرسالة، طلب من الأمير فاسيلي الثالث أن يدفع تعويضًا سنويًا قدره 60,000 قطعة ذهبية مقابل هذا التحالف، مشيرًا إلى أن هذا التعويض الزهيد لا يُعد ذا أهمية بين الأصدقاء.
كان فاسيلي الثالث أمير موسكو يعلم أن خان القرم السابق، محمد كيرا، قد قُتل على يد النوغاي في غارة، وأن النوغاي قاموا بعد ذلك بنهب شبه جزيرة القرم. ولذلك، كان من الواضح لديه أن جيش خان القرم لا يمكن أن يتجاوز 12 ألف فارس. ولكن أراد الأمير فاسيلي الثالث حماية أراضي دوقية موسكو الكبرى من الغارات القادمة من جهة القرم "تافريدا" (Tavrida). وفي رده، أشار إلى أنه مستعد لإبرام اتفاقية تحالف مع خان القرم، لكنه يرفض دفع أي تعويض سنوي.
كما أشار في رسالته إلى حادثة قتل خان قازان لرسل دوقية موسكو الكبرى، وقال إن الحروب بين الحكّام أمر معتاد، لكن قتل سفراء دولة أخرى أو تجّارها العُزّل دون سبب أمر غير مقبول، ومن هذا المنطلق وصف خان قازان بأنه قاتل، وأكد أنه لن يعقد معه أي صلح أو تحالف.
وبالفعل، كانت الجيوش الروسية تتجه نحو قازان، ولما وصلت الأنباء عن هذا الهجوم الروسي، غادر خان قازان، صاحب كيراي، مدينة قازان وترك ابن أخيه صِفا كيراي (بالتركية: Sefa Giray)‏ في الحكم.

### الحرب مع إسلام كيراي
كان سعادت كيراي قد أُرسل إلى إسطنبول في عهد أخيه الأكبر محمد كيراي الأول؛ وأقام هناك فترةً من الزمن وتشرّب العادات والتقاليد العثمانية وتبنّى أساليبهم في السلوك والرأي. ولهذا السبب، حصل على دعم كبير من الإنكشارية في صراعه على السلطة في شبه جزيرة القرم. غير أن وجهاء خانية القرم لم يعجبهم ميول سعادت كيراي إلى العادات والتوجهات العثمانية التي ألِفَهَا أثناء إقامته في إسطنبول.
أعلن إسلام كراي شقيق غازي كيراي الأول الذي أعدمه سعادت كيراي، نفسه منافسًا على عرش القرم. خاض سعادت كيراي معارك مرتين ضد التتار الذين كانوا يؤيدون إسلام كيراي، وتمكن في كل مرة من صدّهم وطردهم من مركز الدولة.
ولأجل تهدئة الأمور وتحقيق السلام والاستقرار في شبه الجزيرة، قرّر سعادت كيراي تعيين إسلام كيراي وليًا للعهد (كَلْغاي)، في محاولة للمصالحة بينهما.

### الحرب مع أمير ليتوانيا
كان الأمير الأكبر لليتوانيا يرسل تقليديًا هدايا سنوية قيّمة إلى خانات القرم، وقد كانت هذه الهدايا تُعتبر بمثابة تعويض سنوي غير معلن. لكن بعد أن تولّى سعادت كيراي الحكم وعلِمَ الأمير الكبير لليتوانيا أن قوته العسكرية قد ضعفت بشكل كبير، فبدأ في تقليل قيمة الهدايا السنوية التي كان يرسلها إلى سعادت كيراي عامًا بعد عام.
ولإجبار الأمير على إعادة رفع قيمة هذه الهدايا، ولإعطائه درسًا، شنّ سعادت كيراي غارة كبرى على أراضي ليتوانيا.

### الحرب مع موسكو

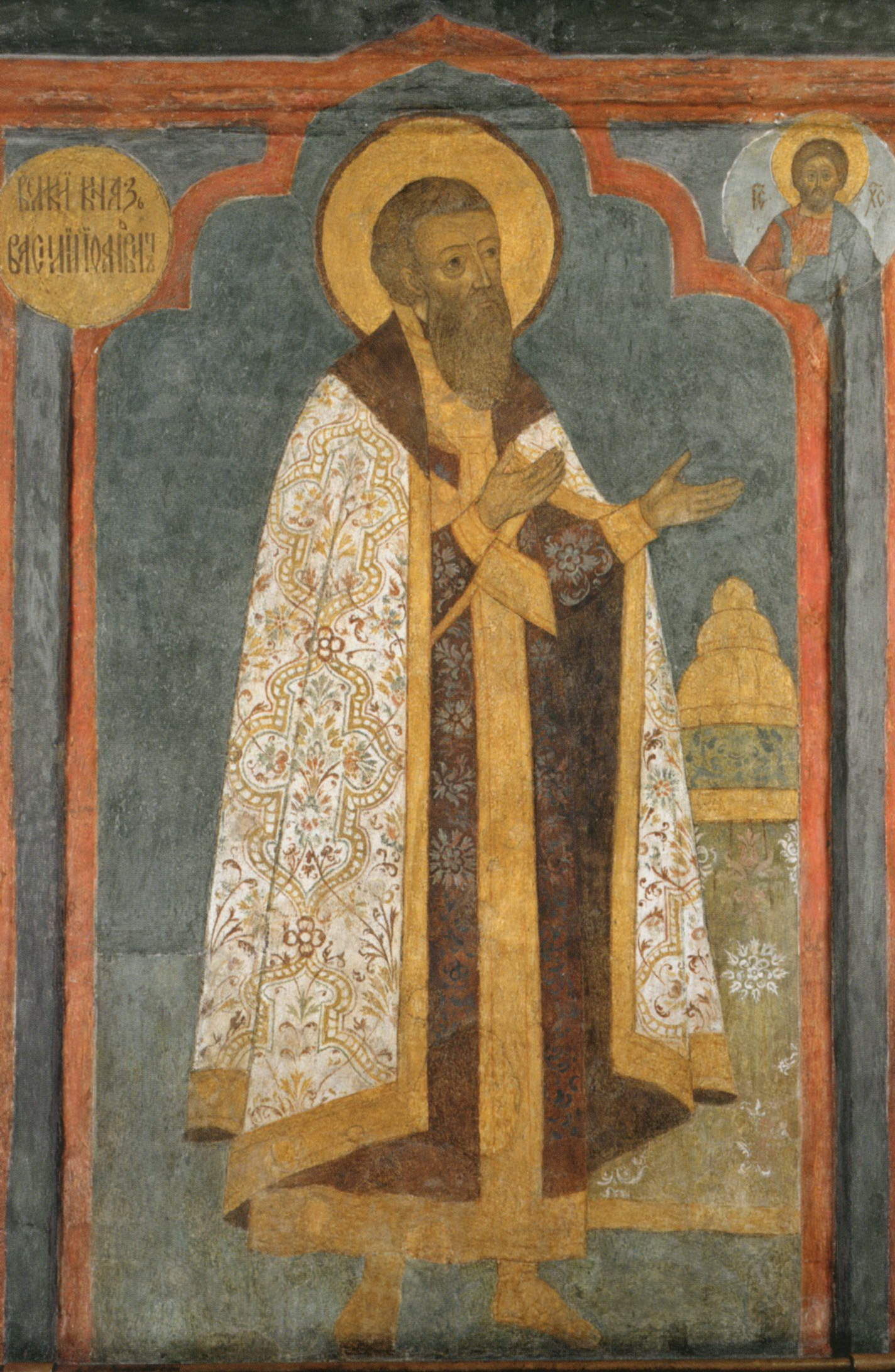
فاسيلي إيفانوفيتش الثالث حاكم دوقية موسكو الكبرى، غضب غضبًا شديداً من الغارة النهبية التي شنها تتار القرم بقيادة إسلام كيراي، فانتقم من أعضاء الوفد الدبلوماسي الذي كان قد أرسله سعادت كراي رغم أنهم لا علاقة لهم بالهجوم، وأمر بإغراقهم حتى الموت.
ثم شعر بالخجل من تصرفه، فأرسل رسالة اعتذار إلى سعادت كيراي زعم فيها أن هؤلاء السفراء قُتلوا نتيجة ثورة جماهيرية غاضبة بسبب غارة تتار القرم.

وفي عام 1527م، أرسل سعادت كيراي خان أيضًا وفدًا دبلوماسيًا إلى حاكم موسكو لمناقشة العلاقات الثنائية بين خانية القرم ودوقية موسكو الكبرى. في تلك اللحظة بالذات، ومع بداية الخريف، وصلت أنباء إلى موسكو مفادها أن إسلام كيراي، الذي كان حينها يشغل منصب الكَلغاي (ولي العهد) في خانية القرم، كان يزحف نحو موسكو مع وحدات سلاح الفرسان التتارية القرمية.
ردًا على ذلك، نشر جيش موسكو قواته على طول نهر أوكا (بالتركية: Oka Nehri)‏ للدفاع عنه، وحدد مواقع للتمركز الشتوي استعدادًا لقدوم الشتاء. وفجأة ظهرت وحدات من سلاح الفرسان التتار القرم في منطقة ريازان (بالتركية: Riazan bölgesi)‏ وبدأت بإحراق القرى ونهب الممتلكات.
توجهت بعض وحدات سلاح الفرسان التتار نحو كولومنا وحتى تخوم موسكو. لكن جيوش دوقية موسكو الكبرى قاومتهم وهزمت قوات تتار القرم التابعة لإسلام كيراي، مما حال دون تقدمهم. وأسر الروس أحد قادة التتار البارزين، وهو يانغليج ميرزا (بالتركية: Yanglic Mirza)‏.

### قتل سفراء القرم لدى موسكو
غضب أمير موسكو فاسيلي الثالث غضبًا شديداً من هذه الغارة النهبية التي شنها تتار القرم، فأمر بالانتقام من أعضاء الوفد الدبلوماسي الذي كان قد أرسله سعادت كراي رغم أنهم لا علاقة لهم بالهجوم، وأمر بإغراقهم حتى الموت.
لكن لاحقًا تذكر فاسيلي أنه في رسائله السابقة قد وصف ملوكًا آخرين قتلوا سفراء بأنهم "قتلة" فشعر بالخجل من تصرفه، وأرسل رسالة اعتذار إلى سعادت كيراي زعم فيها أن هؤلاء السفراء قُتلوا نتيجة ثورة جماهيرية غاضبة على التتار خرجت عن السيطرة لا تُغتفر ولم يكن بالإمكان كبح جماحها أو منعها، تعبيراً عن غضب الشعب ضد التتار.
لم يُبدِ سعادت كيراي خان دهشة كبيرة عند سماعه خبر مقتل وفده الدبلوماسي، بل استغله فرصةً مناسبةً لتصفية حساباته السياسية الداخلية وأعلن أن المسؤول الحقيقي عن هذه الكارثة هو الكلغاي إسلام كيراي، الذي نظّم الغارة على أراضي موسكو من دون أخذ إذنٍ مباشر منه، وبالتالي حمّله تبعات مقتل السفراء.
ولم يكتفِ سعادت كيراي بهذا الموقف، بل أهان مبعوث دوق موسكو الذي جاء ليُبلّغه بالحادثة، مُظهِرًا استياءه الشديد من تعامل موسكو مع سفرائه.
وفي السنوات التالية، استمرّت حالة التوتر، حيث نظّم سعادت كيراي عدة غارات نهبٍ وتخريب على مناطق خاضعة لدوقية موسكو الكبرى، خاصة مناطق بيدف (Bidef) وتولا (Tula)، في تصعيد مباشر للصراع بين خانية القرم وموسكو.

### استقالته من عرش القرم
لم يكن سعادت كيراي يحظى بشعبية كبيرة بين قادة خانية القرم وحتى بين شعب القرم، حيث كان واضحًا تفضيلهم لولي العهد إسلام كيراي. وفي عام 1532م، اندلعت ثورة شعبية في القرم بتحريض من إسلام كيراي، وكانت تشير إلى مدى سخط الناس تجاه حكم سعادت كيراي.
وعندما أدرك سعادت كيراي أنه غير قادر على قمع هذا التمرد الشعبي، اتخذ القرار بالاستقالة من عرش خانية القرم في عام 1533م. وبذلك، تولى إسلام كيراي مكانه على عرش خانية القرم، ليصبح خان القرم الجديد.

### حملة العراقين العثمانية
بعد إبعاد سعادت كيراي عن العرش، عاد إلى إسطنبول برفقة ابن أخيه وأول كَلغاي اختاره، دولت كيراي. وفي إسطنبول، استقبله السلطان سليمان القانوني بحفاوة كبيرة.
في عام 1534م، شارك في حملة العراقين التي قادها السلطان سليمان، حيث أظهر إنجازات عسكرية كبيرة وحقق نجاحات باهرة في المعركة.
ونتيجةً لتميزه في الحملة أُعطي له راتباً سنوياً قدره 300,000 آقجة، وأعطي له تيماراً (أراضٍ منحت له مقابل الخدمة العسكرية) بِدَخل سنوي قدره 500,000 آقجة.

## تقاعده في اسطنبول ووفاته
استمر سعادت كيراي في الإقامة في إسطنبول لمدة سبع سنوات أخرى بعد مغادرته خانية القرم.
وتوفي في إسطنبول عام 1538م، ودُفن في جامع أيوب سلطان باسطنبول، تركيا.

## روابط خارجية
- Ülkusal، Müstecip (1980) أتراك القرم - التتار (أمس - اليوم - غدًا) ، إسطنبول: دار باها للطباعة
- هاورث، هنري هويل (1880) تاريخ المغول من القرن التاسع إلى القرن التاسع عشر الجزء الثاني القسم 1) ، لندن: لونجمان جرين وشركاه. تاريخ المغول، من القرن التاسع إلى القرن التاسع عشر (بالإنجليزية)
- خانات القرم من سلالة كيراي على موقع "هانساراي" (بالإنجليزية)
- Fisher، Alan W، (1987) تتار القرم ، ستانفورد كاليفورنيا: مطبعة مؤسسة هوفر، ISBN 0817966625 (بالإنجليزية)